# Megametro
Un megametro (Mm) è un'unità di misura SI di lunghezza ed equivale a:
- 1000000000000000 nm (nanometri)
- 1000000000000 μm (micrometri);
- 1000000000 mm (millimetri);
- 100000000 cm (centimetri);
- 10000000 dm (decimetri);
- 1000000 m (metri);
- 10000 hm (ettometri);
- 1000 km (kilometri);
- 0,001 Gm (gigametri);
- 0,000001 Tm (terametri);

## Esempi
Per avere un'idea dell'ordine di grandezza di questa lunghezza, si consideri che il raggio terrestre misura 6,371 Mm; la distanza dalla Terra alla Luna è invece di 384,4 Mm. La velocità della luce è di 
299,792458 Mm/s.